# ダイニンゲン
ダイニンゲン (ドイツ語: Deiningen) はドイツ連邦共和国バイエルン州シュヴァーベン行政管区のドナウ＝リース郡に属す町村（以下、本項では便宜上「町」と記述する）で、ネルトリンゲンに本部を置くリース行政共同体を構成する自治体の一つである。

## 地理

### 町域の広がり
ダイニンゲンには首邑の他に、16世紀に世俗化された旧シトー会修道院ツィンメルン修道院の所領であったクロスターツィンメルン農場が含まれる。この町は、西にネルトリンゲンの市域と接している。ダイニンゲンはリースクレーターの中央に位置している。

## 歴史
この集落は760年に初めて記録されている。760年の寄贈記録は、リース全域の町の中で最初の文献記録であり、この町がリース最古の町であることを示している。さらに、ピピン王がフルダ修道院に贈与したこの記録は、原本が現存しているドイツ最古の王の文書である。ダイニンゲンは神聖ローマ帝国時代にはエッティンゲン伯領に属した。上級裁判権と町の地主権はオーバーアムト・ハールブルクおよびオーバーアムト・ヴァラーシュタインが分け合っていた（オーバーアムトは、当時の行政区分）。宗教改革の時代、この村は2つの宗教に分裂した。エッティンゲン＝ヴァラーシュタイン家に属した部分はカトリック、他の部分はプロテスタントを信仰した。ハウプト通りがその分割線であった。両宗派はともにカトリック地区にあった教区教会を使っていた。プロテスタント信者のために内陣室の外に新しい祭壇が設けられた。1961年になって初めてプロテスタント組織は自前の教会を持った。

## 文化と見所
この町の象徴的建造物は、保護文化財に指定されているエーガー川に架かる橋である。バロック様式の調度を持つマルティン教会はかつて防衛教会だったゴシック建築で見応えがある。この教会は、1616年から1961年まで両宗派の共有教会 (Simultankirche) として利用された。

## 経済と社会資本
ダイニンゲンは、連邦道B466号 ハイデンハイム・アン・デア・ブレンツ - シュヴァーバッハ線の南東2-3kmに位置している。
ダイニンゲンは1903年に開通し1981年に旅客運行を廃止した旧鉄道ネルトリンゲン - ヴェムディンク線沿いに位置する。現在最寄りの駅はリース鉄道 アーレン - ドナウヴェルト線のネルトリンゲン駅で、ダイニンゲンから約6kmの距離にある。

### 公共施設
カトリックの聖マルティン教会（アウクスブルク司教区）の他に、プロテスタントの救世主教会がある。

### 教育
ダイニンゲンには基礎課程・本課程学校がある。

## 引用
1. ↑  https://www.statistikdaten.bayern.de/genesis/online?operation=result&code=12411-003r&leerzeilen=false&language=de Genesis-Online-Datenbank des Bayerischen Landesamtes für Statistik Tabelle 12411-003r Fortschreibung des Bevölkerungsstandes: Gemeinden, Stichtag (Einwohnerzahlen auf Grundlage des Zensus 2011)